# پلیتبوروی حزب کمونیست ویتنام
پلیتبوروی کمیته مرکزی حزب کمونیست ویتنام (به ویتنامی: Bộ Chính trị Ban Chấp hành Trung ương Đảng Cộng sản Việt Nam)
یا دفترخانه سیاسی حزب کمونیست ویتنام که از ۱۹۳۰ تا ۱۹۵۱ کمیته دائمی کمیته مرکزی نامیده می‌شد، عالی‌ترین ارگان حزب کمونیست ویتنام بین انجمن‌های کمیته مرکزی است.
بر اساس قوانین حزب، پلیتبورو موضع کلی دولت را هدایت می‍کند و سیاست‌هایی را وضع می‌کند که توسط کنگره ملی حزب یا کمیته مرکزی تصویب شده‌است. اعضای پلیتبورو بلافاصله پس از کنگره ملی حزب توسط کمیته مرکزی انتخاب و رتبه‌بندی می‌شوند. پلیتبورو متشکل از اعضای رسمی است.
پلیتبوروی سیزدهم فعلی پس از سیزدهمین کنگره ملی توسط کمیته مرکزی انتخاب شد و متشکل از ۱۸ عضو است. عضو ارشد پلیتبورو، دبیرکل کمیته مرکزی حزب کمونیست می‌باشد. دبیرکل کمیته مرکزی فعلی نگوین فو ترونگ است.
پلیتبوروی کمیته مرکزی حزب کمونیست ویتنام یک نهاد رهبری است و اجرای قطعنامه‌های کنگره ملی نمایندگان و کمیته مرکزی را بازرسی می‌کند. همچنین اتخاذ تصمیمات در مورد مسائل مربوط به تعهدات، سیاست‌ها، سازمان و پرسنل، تصمیم به تشکیل و تهیه مفاد جلسات کمیته اجرایی مرکزی، دریافت گزارش کار درخواستی کمیته اجرایی مرکزی از دیگر مسئولیت‌های پلیتبوروی کمیته مرکزی می‌باشد.
پلیتبورو نهاد دائمی کمیته مرکزی است و مسائل فوری و غیرمنتظره بر عهده کمیته مرکزی است. مجموعه پلیتبورو در مورد این مسائل با کمیته اجرایی مرکزی در جلسه شورای مرکزی بحث و اقدام به اتخاذ تصمیم مناسب خواهد کرد.
پلیتبورو در زمینه پرسنل این حق را دارد که برای مناصب مهم در حزب، دولت و سازمان‌های توده‌ای، صرف نظر از پست‌های کمیته مرکزی یا سرویس مخفی، تصمیم بگیرد یا دستور کار دهد.
جلسات پلیتبورو غیرعلنی است و بر اساس اصول حزب رأی‌گیری می‌شود. اعضای دبیرخانه حزب که عضو پلیتبورو نیستند می‌توانند در جلسات پلیتبورو در مورد مسائل مربوط به دبیرخانه شرکت کنند، اما در رأی‌گیری درون‌حزبی نمی‌توانند شرکت کنند.

## وظایف و مسئولیت
پلیتبورو یکی از واحدهای فرعی کمیته مرکزی، ارگان عالی در امور حزب است. اعضای کمیته مرکزی، پس از پایان کنگره حزب، آزادانه ترکیب پلیتبورو را انتخاب می‌کنند. تعداد اعضای کمیته مرکزی نیز توسط اعضای کمیته مرکزی تعیین می‌شود. تا سال ۱۹۹۰، دو شکل مختلف عضویت در پلیتبورو وجود داشت. هنگامی که دبیرخانه در سال ۱۹۹۶ لغو شد، یک کمیته دائمی پلیتبورو که به‌عنوان هیئت دائمی پلیتبورو نیز شناخته می‌شد تأسیس شد. کمیته دائمی پلیتبورو در سال ۲۰۰۱ در نهمین کنگره ملی لغو شد و دبیرخانه مجدداً تأسیس شد. اعضای منتخب به ترتیب اولویت رتبه‌بندی می‌شوند.
پلیتبورو ارگان اصلی در امور حزب است. کمیته مرکزی تنها دو بار در سال تشکیل جلسه می‌دهد، اما پلیتبورو می‌تواند سیاست‌هایی را اجرا کند که توسط کنگره قبلی حزب یا کمیته مرکزی تصویب شده‌است. وظیفه دفتر سیاسی است که اطمینان حاصل کند که قطعنامه‌های کنگره حزب و کمیته مرکزی در سطح ملی اجرا شود. همچنین مسئولیت امور مربوط به سازمان و پرسنل را بر عهده دارد و حق دارد جلسه عمومی کمیته مرکزی را ساماندهی و حتی تشکیل دهد. پلیتبورو می‌تواند توسط کمیته مرکزی رد شود، همان‌طور که در سال ۲۰۰۱ زمانی که پلیتبورو به ابقای له خا فیو به‌عنوان دبیرکل رأی داد. کمیته مرکزی با لغو تصمیم پلیتبورو پاسخ داد و له خا فیو را به‌طور کلی از سیاست فعال برکنار کرد و کمیته مرکزی را مجبور کرد تا پس از نهمین کنگره ملی، دبیرکل جدیدی را انتخاب کند.
جلسات به‌طور منظم برگزار می‌شود؛ تصمیمات درون پلیتبورو از طریق تصمیم‌گیری جمعی گرفته می‌شود به این معنی که سیاست‌ها تنها در صورتی وضع می‌شوند که اکثریت اعضای پلیتبورو از آنها حمایت کنند. در دهه ۱۹۶۰، تحلیلگران خارجی معتقد بودند که پلیتبورو به دو جناح طرفدار چین و طرفدار شوروی تقسیم شده‌است. این امر اعضای پلیتبورو را مجبور کرد تا با مصالحت نسبت به اتخاذ تصمیمات حزبی بپردازند. بعداً ثابت شد که این اشتباه است، زیرا هو شی مین در طول دهه ۱۹۵۰ پس از آغاز استالین‌زدایی در اتحاد جماهیر شوروی، به تصمیم‌گیری جمعی معتقد بود. جانشین هو شی مین، له یوئن در چهارمین کنگره ملی اظهار داشت که «تنها با تصمیمات جمعی که توسط هوش جمعی گرفته می‌شود، می‌توانیم از ذهنیت‌گرایی که منجر به اشتباهات و گاه عواقب خطرناک می‌شود جلوگیری کنیم.» تأکید هو شی مین بر حفظ وحدت باعث شد که حزب از سیاست حزب کمونیست چین مبنی بر «انتقاد و خودانتقادی» اجتناب کند. سیاست انتقاد و خودانتقادی حزب کمونیست چین برای حل «تضادهای داخلی» به کار گرفته شد. مشکل این مفهوم این بود که همیشه فرض بر این بود که یک طرف حق دارد. «انتقاد و خودانتقادی» عمدتاً به همین دلیل در ویتنام معرفی نشد.
با این حال، زاخاری ابوزا نویسنده کتاب نوسازی سیاست در ویتنام معاصر ادعا می‌کند که تصمیم‌گیری پلیتبورو بر اساس جنگ‌های درون جناحی و تفاوت‌های ایدئولوژیک است و بر اساس هر مفهومی از رهبری جمعی نمی‌باشد. پلیتبورو در مقابل کمیته مرکزی مسئول است و کمیته مرکزی می‌تواند از پلیتبورو استفهام کند. ترکیب کمیسیون نظامی مرکزی، ارگان اصلی حزب در امور نظامی، توسط پلیتبورو تعیین می‌شود و دبیرخانه از اجرای دستورالعمل‌های ناشی از پلیتبورو اطمینان حاصل می‌کند.

## قدرت در برابر دولت

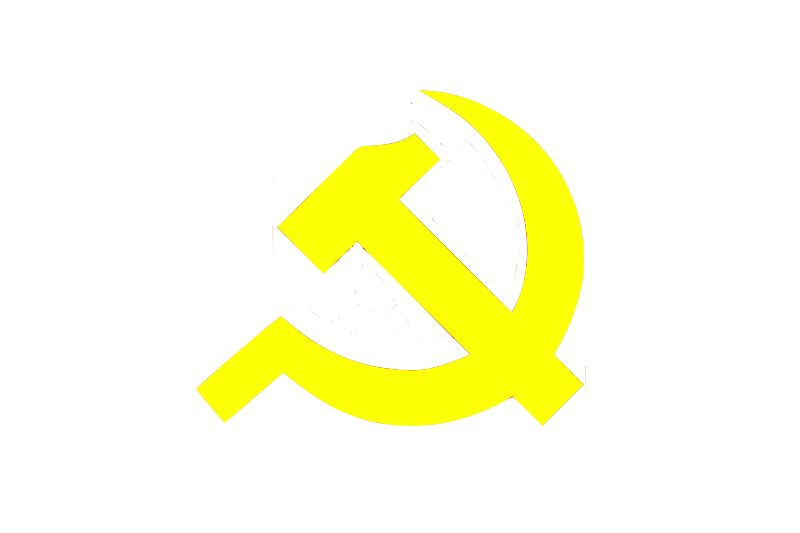
داس و تیشه نماد حزب کمونیست

قبل از اصلاحات نگوین وان لین در اواخر دهه ۱۹۸۰، پلیتبورو عالی‌ترین ارگان اتخاذ تصمیم در همه حوزه‌های حزبی و دولتی بود. قبل از سال ۱۹۸۸، پلیتبورو هیچ دستورالعمل روشنی در مورد مسئولیت‌های خود در مورد مسائل اجتماعی و اقتصادی نداشت. به دلیل این کمبود، پلیتبورو اغلب در امور شورای وزیران مداخله می‌کرد. تا سال ۱۹۸۸، پلیتبورو تصمیمات مشروح برنامه‌ریزی و بودجه را اتخاذ می‌کرد اما از سال ۱۹۸۸ به بعد، پلیتبورو موضع کلی یک طرح را تعیین می‌کند اما به دولت مرکزی اجازه می‌دهد تا تصمیمات دقیق اجتماعی-اقتصادی را اتخاذ کند.
نقش فراگیر پلیتبورو قبل از سال ۱۹۸۸ نقش حزب و دولت را در فرایند اتخاذ تصمیمات مبهم کرد. مشکل دیگر تا سال ۱۹۸۸ این بود که بسیاری از اعضای پلیتبورو از مقامات بدنه رهبری‌کننده در داخل دولت بودند و دوباره نقش حزب و دولت را محو کردند.
پلیتبورو این اختیار را دارد که اعضای دولت مرکزی را از طریق مجمع ملی ویتنام منصوب کند. از آنجا که مجمع ملی تحت سلطه حزب است، رهبری حزب دارای اهرم قابل توجهی در انتصاب اعضای دولت مرکزی است. با این حال، حتی اگر پلیتبورو در مورد انتصاب مقامات تصمیم‌گیری کند، اعضای حزب می‌توانند با نامزدهای پیشنهادی مخالفت کنند. نظیر انتصاب دو موئویی که با مخالفت انجمن کهنه‌سربازان مقاومت، گروهی از کادرهای کمونیست اصلاح‌طلب مواجه شد.

## معیارهای اعضای پلیتبورو
بر اساس مقررات پلیتبورو در مورد استانداردها و معیارهای ارزیابی کادرهای تحت مدیریت کمیته مرکزی، پلیتبورو و دبیرخانه، اعضای پلیتبورو باید دارای شرط سیاسی زیر باشند:

### سیاست ایدئولوژیک
1. کاملاً وفادار به منافع ملی، حزب و خلق باشند.
2. تمام تلاش خود را برای حفظ تمامیت ارضی کشور انجام دهند.
3. پیوسته به مارکسیسم-لنینیسم، اندیشه هو شی مین، هدف آرمانی استقلال ملی و سوسیالیسم پایبند باشند.